# Bahía de Caráquez
Bahía de Caráquez är en ort i Ecuador.   Den ligger i provinsen Manabí, i den västra delen av landet, 210 km väster om huvudstaden Quito. Bahía de Caráquez ligger 8 meter över havet och antalet invånare är 37 056.
Terrängen runt Bahía de Caráquez är kuperad österut, men söderut är den platt. Havet är nära Bahía de Caráquez västerut. Runt Bahía de Caráquez är det ganska tätbefolkat, med 93 invånare per kvadratkilometer. Det finns inga andra samhällen i närheten. Trakten runt Bahía de Caráquez består huvudsakligen av våtmarker.